# Daniela Schreiber
Daniela Schreiber (Dessau (Saksen-Anhalt), 26 juni 1989) is een Duitse zwemster. Schreiber won twee keer goud, op de 50 en de 100 meter vrije slag, tijdens de Wereldkampioenschappen zwemmen jeugd 2006 in Rio de Janeiro. Ze vertegenwoordigde haar vaderland op de Olympische Zomerspelen 2012 in Londen.

## Carrière
Bij haar internationale debuut, op de Europese kampioenschappen kortebaanzwemmen 2008 in Rijeka, sleepte Schreiber samen met Dorothea Brandt, Petra Dallmann en Lisa Vitting de bronzen medaille in de wacht op de 4×50 meter vrije slag.
Tijdens de wereldkampioenschappen zwemmen 2009 in Rome strandde de Duitse in de halve finales van de 100 meter vrije slag, samen met Britta Steffen, Daniela Samulski en Petra Dallmann veroverde ze de zilveren medaille op de 4x100 meter vrije slag. Op de 4x100 meter wisselslag zwom ze samen met Daniela Samulski, Sarah Poewe en Annika Mehlhorn in de series, in de finale legden Samulski, Poewe en Mehlhorn samen met Britta Steffen beslag op de bronzen medaille. Op de Europese kampioenschappen kortebaanzwemmen 2009 in Istanboel eindigde Schreiber als zesde op de 100 meter vrije slag, op de 50 meter vrije slag werd ze uitgeschakeld in de halve finales en op de 200 meter vrije slag in de series. Samen met Dorothea Brandt, Daniela Samulski en Lisa Vitting sleepte ze de bronzen medaille in de wacht op de 4x50 meter vrije slag.
In Boedapest nam de Duitse deel aan de Europese kampioenschappen zwemmen 2010, op dit toernooi eindigde ze als zevende op de 100 meter vrije slag en strandde ze in de series van de 50 meter vrije slag. Op de 4x100 meter vrije slag legde ze samen met Daniela Samulski, Silke Lippok en Lisa Vitting beslag op de Europese titel, samen met Silke Lippok, Franziska Jansen en Nina Schiffer eindigde ze als vierde op de 4x200 meter vrije slag. Tijdens de Europese kampioenschappen kortebaanzwemmen 2010 in Eindhoven eindigde Schreiber als vijfde op zowel de 100 als de 200 meter vrije slag, op de 50 meter vrije slag werd ze uitgeschakeld in de series. Op de 4x50 meter vrije slag veroverde ze samen met Dorothea Brandt, Britta Steffen en Lisa Vitting de zilveren medaille. Op de wereldkampioenschappen kortebaanzwemmen 2010 in Dubai strandde de Duitse in de halve finales van de 100 meter vrije slag en in de series van de 200 meter vrije slag.
In Shanghai nam Schreiber deel aan de wereldkampioenschappen zwemmen 2011. Op dit toernooi werd ze uitgeschakeld in de series van de 100 meter vrije slag, samen met Britta Steffen, Silke Lippok en Lisa Vitting sleepte ze de bronzen medaille in de wacht op de 4x100 meter vrije slag. Op de 4x100 meter wisselslag werd ze samen met Jenny Mensing, Sarah Poewe en Sina Sutter gediskwalificeerd in de finale, samen met Silke Lippok, Lisa Vitting en Franziska Jansen strandde ze in de series van de 4x200 meter vrije slag. Tijdens de Europese kampioenschappen kortebaanzwemmen 2011 in Szczecin eindigde de Duitse als achtste op de 100 meter vrije slag, op de 4x50 meter vrije slag legde ze samen met Britta Steffen, Dorothea Brandt en Paulina Schmiedel beslag op de Europese titel.
Op de Europese kampioenschappen zwemmen 2012 in Debrecen veroverde Schreiber de bronzen medaille op de 100 meter vrije slag, op de 50 meter vrije slag werd ze uitgeschakeld in de series. Samen met Silke Lippok, Lisa Vitting en Britta Steffen sleepte ze de Europese titel in de wacht op de 4x100 meter vrije slag, op de 4x200 meter vrije slag eindigde ze samen met Silke Lippok, Theresa Michalak en Alexandra Wenk op de vierde plaats. Samen met Lisa Graf, Caroline Ruhnau en Sina Sutter zwom ze in de series van de 4x100 meter wisselslag, in de finale legden Jenny Mensing, Sarah Poewe, Alexandra Wenk en Britta Steffen beslag op de Europese titel. Voor haar aandeel in de series ontving Schreiber eveneens de gouden medaille. In Londen nam de Duitse deel aan de Olympische Zomerspelen van 2012, op dit toernooi strandde ze in de halve finales van de 100 meter vrije slag. Op de 4x100 meter vrije slag werd ze samen met Britta Steffen, Silke Lippok en Lisa Vitting uitgeschakeld in de series, samen met Silke Lippok, Theresa Michalak en Annika Bruhn strandde ze in de series van de 4x200 meter vrije slag. Tijdens de wereldkampioenschappen kortebaanzwemmen 2012 in Istanboel eindigde Schreiber als vierde op de 100 meter vrije slag, op de 50 meter vrije slag strandde ze in de halve finales.

## Internationale toernooien
| Jaar | Olympische Spelen                                              | WK langebaan                                                                                   | WK kortebaan                            | EK langebaan | EK kortebaan                                                                     |
| ---- | -------------------------------------------------------------- | ---------------------------------------------------------------------------------------------- | --------------------------------------- | --- | -------------------------------------------------------------------------------- |
| 2008 | geen deelname                                                  |                                                                                                | geen deelname                           | geen deelname | 4x50m vrije slag                                                                 |
| 2009 |                                                                | 9e 100m vrije slag · 4x100m vrije slag · 4x100m wisselslag · Schreiber zwom enkel in de series |                                         | | 12e 50m vrije slag · 6e 100m vrije slag · 16e 200m vrije slag · 4x50m vrije slag |
| 2010 |                                                                |                                                                                                | 11e 100m vrije slag 21e 200m vrije slag | 19e 50m vrije slag · 7e 100m vrije slag · 4x100m vrije slag · 4e 4x200m vrije slag                                                     | 18e 50m vrije slag · 5e 100m vrije slag · 5e 200m vrije slag · 4x50m vrije slag  |
| 2011 |                                                                | 23e 100m vrije slag · 4x100m vrije slag · 10e 4x200m vrije slag · DQ 4x100m wisselslag         |                                         | | 8e 100m vrije slag · 4x50m vrije slag                                            |
| 2012 | 15e 100m vrije slag 9e 4x100m vrije slag 13e 4x200m vrije slag |                                                                                                | 12e 50m vrije slag 4e 100m vrije slag   | 9e 50m vrije slag · 100m vrije slag · 4x100m vrije slag · 4e 4x200m vrije slag · 4x100m wisselslag · Schreiber zwom enkel in de series | geen deelname                                                                    |

## Persoonlijke records
Bijgewerkt tot en met 28 april 2013

### Kortebaan
| Afstand         | Tijd    | Datum           | Plaats  |
| --------------- | ------- | --------------- | ------- |
| 50m vrije slag  | 24,28   | 22 oktober 2011 | Berlijn |
| 100m vrije slag | 52,37   | 23 oktober 2011 | Berlijn |
| 200m vrije slag | 1.54,41 | 22 oktober 2011 | Berlijn |

### Langebaan
| Afstand         | Tijd    | Datum         | Plaats      |
| --------------- | ------- | ------------- | ----------- |
| 50m vrije slag  | 25,24   | 28 april 2013 | Berlijn     |
| 100m vrije slag | 53,76   | 30 juli 2009  | Rome        |
| 200m vrije slag | 1.59,26 | 11 maart 2012 | Maagdenburg |